# Славомір Кучко
Славомір Кучко (пол. Sławomir Kuczko, 25 червня 1985) — польський плавець.
Учасник Олімпійських Ігор 2012 року.
Чемпіон Європи з водних видів спорту 2006 року.
Чемпіон Європи з плавання на короткій воді 2005 року, призер 2004, 2006 років.
Переможець літньої Універсіади 2005 року.